# Bridesmaids (2013)
Bridesmaids (deutsch Brautjungfern) ist ein US-amerikanischer Pornofilm, der von Digital Playground produziert wurde. Regie führte Robby D. Der Film wurde im Jahr 2013 auf DVD und Blu-ray veröffentlicht. Der Film war bei den AVN Awards 2014 in vier Kategorien und ist bei den XBIZ Awards in sechs Kategorien nominiert.

## Handlung
Alyssa Branch wird heiraten und ihre beiden besten Freunde, Jesse Jane und Kayden Kross, wetteifern darum, ihre Trauzeugin sein zu dürfen.

## Nominierungen
Der Film war bei den AVN Awards 2014 in den folgenden vier Kategorien nominiert: Best Supporting Actress (Alyssa Branch), Best Comedy, Best Packaging und Best Group Sex Scene (Brooklyn Lee, Jesse Jane, Johnny Sins, Kayden Kross, Stoya), konnte aber in keiner Kategorie den Preis gewinnen.
Der Film war bei den XBiz Awards 2014 in den folgenden sechs Kategorien nominiert: Director of the Year – Feature Release (Robby D.), Best Cinematography (Robby D.), Feature Movie of the Year, Best Actress – Feature Movie (Jesse Jane), Best Scene – Feature Movie (Brooklyn Lee, Jesse Jane, Johnny Sins, Kayden Kross, Stoya) und Best Supporting Actress (Brooklyn Lee), konnte aber in keiner Kategorie den Preis gewinnen.